# Bobsleeën op de Olympische Winterspelen 1952

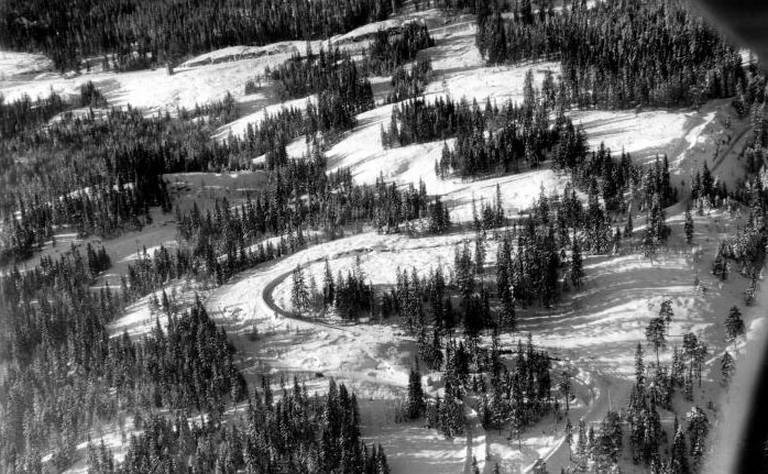
Bobsleebaan van de Olympische Winterspelen 1952

Bobsleeën is een van de sporten die beoefend werden tijdens de Olympische Winterspelen 1952 in Oslo.

## Heren

### 2-mansbob
| rang   | sporter(s)                                  | land     | tijd    |
| ------ | ------------------------------------------- | -------- | ------- |
| Goud   | Andreas Ostler Lorenz Nieberl               | GER - I  | 5:24.54 |
| Zilver | Stanley Delong Benham Patrick Henry Martin  | USA - I  | 5:26.89 |
| Brons  | Fritz Feierabend Stephan Waser              | SUI - I  | 5:27.71 |
| 4      | Felix Endrich Werner Spring                 | SUI - II | 5:29.15 |
| 5      | André Robin Henri Rivière                   | FRA - II | 5:31.98 |
| 6      | Marcel Leclef Albert Casteleyns             | BEL - I  | 5:32.51 |
| 7      | Frederick Joseph Fortune John Leslie Helmer | USA - II | 5:33.82 |
| 8      | Olle Axelsson Jan de Man Lapidoth           | SWE - I  | 5:35.77 |
|        |                                             |          |         |
| 18     | Charles de Sorgher André de Wulf            | BEL - II | 5:58.28 |

### 4-mansbob
| rang   | sporter(s)                                                                             | land     | tijd    |
| ------ | -------------------------------------------------------------------------------------- | -------- | ------- |
| Goud   | Andreas Ostler Friedrich Kuhn Lorenz Nieberl Franz Kemser                              | GER - I  | 5:07.84 |
| Zilver | Stanley Delong Benham Patrick Henry Martin Howard Wallace Crossett James Neil Atkinson | USA - I  | 5:10.48 |
| Brons  | Fritz Feierabend Albert Madörin André Filippini Stephan Waser                          | SUI - I  | 5:11.70 |
| 4      | Felix Endrich Fritz Stöckli Franz Kapus Werner Spring                                  | SUI - II | 5:13.98 |
| 5      | Karl Wagner Franz Eckhart Hermann Palka Paul Aste                                      | AUT - I  | 5:14.74 |
| 6      | Kjell Holmström Felix Fernström Nils Landgren Jan de Man Lapidoth                      | SWE - I  | 5:15.01 |
| 7      | Gunnar Åhs Börje Ekedahl Lennart Sandin Gunnar Garpö                                   | SWE - II | 5:17.86 |
| 8      | Carlos Tomasi Roberto Bordeu Carlos Sareisian Hector Tomasi                            | ARG - I  | 5:18.85 |

## Medaillespiegel
| rang | land             | goud | zilver | brons | totaal |
| ---- | ---------------- | ---- | ------ | ----- | ------ |
| 1    | Duitsland        | 2    | 0      | 0     | 2      |
| 2    | Verenigde Staten | 0    | 2      | 0     | 2      |
| 3    | Zwitserland      | 0    | 0      | 2     | 2      |
|      |                  | 2    | 2      | 2     | 6      |